# Britney Spears
Britney Spears, plným jménem Britney Jean Spears, (* 2. prosince 1981 McComb, Mississippi, USA) je americká popová zpěvačka, vítězka Grammy a cen MTV Video Music Awards, skladatelka a herečka. Nejvíce vešla ve známost svými písněmi „…Baby One More Time“, „Oops!… I Did It Again“, „Toxic“, „Gimme More“, „Womanizer“ a nebo nazpíváním soundtracku k filmu Šmoulové 2.
Jako malá začínala v televizi v New Mickey Mouse Clubu, pět let po skončení tohoto pořadu v roce 1997 se vydala na sólovou pěveckou kariéru.
Její úspěchy přitahovaly i reklamní sponzory, nejznámější je její reklama pro Pepsi, produkovala svůj vlastní film Crossroads a měla reality show Britney & Kevin: Chaotic. Dva roky chodila se zpěvákem Justinem Timberlakem. Na konci prosince 2013 odstartovala své čtyřleté angažmá v Las Vegas.

## Život

### Začátky
Narodila se ve městě McComb ve státě Mississippi, ale vyrůstala v Kentwoodu v Louisianě. Její otec James Parnell Spears je stavitel a matka Lynne Irene Bridgesová učitelka na základní škole. Má dva sourozence, bratra Bryana (narozen 1977), který působí jako jeden z jejích manažerů, a sestru Jamie Lynn (narozena 1991).
Závodila v gymnastice, vyhrávala různé soutěže. Působila v místní taneční revue. Když jí bylo osm, kazatel místního baptistického sboru jí doporučil konkurz do Mickey Mouse Clubu. Ačkoli byla ještě velmi mladá, všiml si jí agent z New Yorku. Poté tři roky navštěvovala v New Yorku taneční školu a působila v televizi v několika nekomerčních reklamách.
Později byla do Mickey Mouse Clubu přijata a působila tam v letech 1993–1994. Potkala se tam s dalšími začínajícími umělci jako například Justin Timberlake, Joshua Chasez, Keri Russellová, Christina Aguilera nebo Ryan Gosling.

### 1997–2000 Počátek kariéry: Kontrakt s Jive records, …Baby One More TimeaOops…! I Did It Again
V roce 1997 podepsala Britney svůj kontrakt s Jive Records poté, co si poslechli její cover demoverzi písně „I Will Always Love You“ původně zpívanou Whitney Houston, kterou jim poslala. Po podepsání kontraktu se Britney pomalu začala připravovat na nahrávání alba a rozšiřovala svůj hlasový rozsah s vokálním trenérem. Mezitím nahrála několik demo skladeb, které byly později postupně vydány na CD singlech nebo na albu Oops…!…I Did It Again.
Debutovým singlem se stala píseň s názvem …Baby One More Time, jež se začala objevovat v rozhlasových stanicích a na MTV v roce 1998. Vystupovala ještě hnědovlasá a byla oblečena do školní uniformy. Píseň byla úspěšná po celém světě. Vrcholky hitparád okupovala nejen ve Spojených státech, ale i v Austrálii a Velké Británii. Stejnojmenné album bylo v Kanadě a v USA na špici hitparády nepřetržitě šest týdnů. Během jednoho roku se stala nejúspěšnějším teenagerem v historii. Alba …Baby One More Time se prodalo celosvětově přes 35 milionu kusů.
V dubnu 1999 se dostala na titulní stránku časopisu Rolling Stone. Snímky, na nichž se prezentovala jako lolita, vzbudily pozdvižení, jelikož na nich prý měla větší ňadra než na jiných snímcích, čímž se vyrojily spekulace o údajné plastické operaci, kterou měla podstoupit před natáčením videoklipu Sometimes. Tyto spekulace nepotvrdila.
Za album …Baby One More Time získala mnoho ocenění a byla v anketě 1999 Billboard Music Awards zvolena umělkyní roku. V prosinci obdržela čtyři ceny Billboard Music Award, dále potom ceny American Music Award a v neposlední řadě v únoru 2000 obdržela dvě nominace na Cenu Grammy.
Po dokončení turné s názvem Crazy 2K Tour vydala druhé CD s názvem Oops!… I Did It Again Ihned se dostala na první místa hitparád skoro všech zemí světa. Jen během prvního týdnu se v USA tohoto alba prodalo více než 1,3 milionu kusů, a stalo se tak nejrychleji se prodávajícím albem zpěvačky všech dob. Během roku 2000 se v USA prodalo celkem 10 milionů kusů, ve Velké Británii 900 000 nosičů a v Německu 1,2 milionu kusů. Alba Oops!… I Did It Again se prodalo celosvětově přes 24 miliónů kusů.
V roce 2000 vydala ve spolupráci s matkou svou první knihu, u nás vydanou pod názvem Ze srdce do srdce. Vyhrála několik cen MTV Award, kde vyvolalo diskusi její vystoupení, jež absolvovala jen spoře oděna. Za druhou desku obdržela dvě nominace na Grammy v kategoriích nejlepší popové album a nejlepší popová píseň.

### 2001–2003Britney, Crossroads aIn the Zone

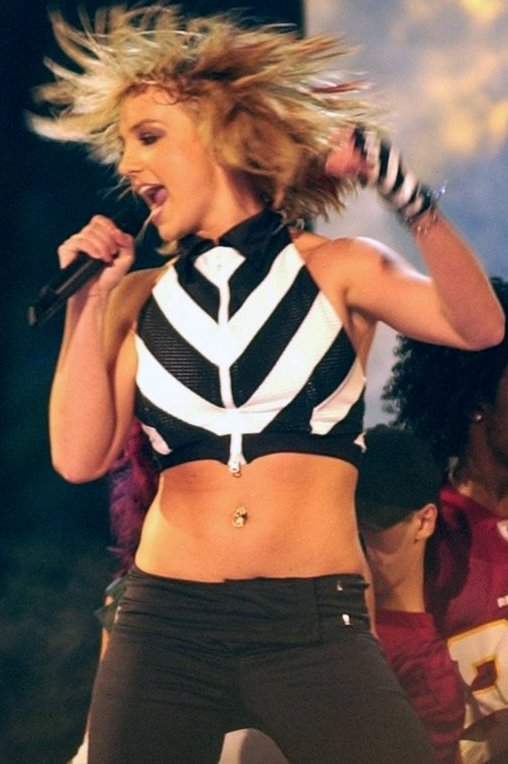
Britney Spearsová zpívá Me Against The Music (NFL Kickoff Live 2003)

Na začátku roku 2001 podepsala reklamní smlouvu s firmou Pepsi, za kterou obdržela 8 milionů dolarů. Vydala svou druhou knihu s názvem Matčin dar a vyvolala opět vlnu zájmu svým vystoupením na MTV Video Music Awards, kde zpívala omotaná krajtou tmavou, což kritizovala organizace PETA.
V listopadu vydala své třetí album nazvané jednoduše Britney. Během prvního týdne se ho prodalo více než 746 000 kusů. Ačkoli se v USA prodaly více než 4 miliony kusů, byl to veliký propad oproti prvním dvěma deskám. Album je vůbec první, na kterém se podílela jak autorsky, tak producentsky. Celosvětově se alba Britney prodalo 15 milionů kusů.
V únoru 2002 šel do kin první film, kde hrála, nazvaný Crossroads, který byl v prvním víkendu po uvedení druhý, co do návštěvnosti, posléze ale strmě padal dolů. Ve filmu se objevily písně z alba Britney. Film byl nakonec kritiky rozcupován, dokonce za něj dostala anticenu Zlatá malina pro nejhorší herečku společně s Madonnou. Film také získal Zlatou malinu za nejhorší píseň k filmu, I'm Not a Girl, Not Yet a Woman, kterou obstarala.
Dvouletý vztah s Justinem Timberlakem skončil v březnu 2002. Rozchod byl velmi medializován a ona sama byla často obviňována z údajné nevěry. Spekulace vznikly, když Timberlake vydal píseň Cry Me a River, kde zpívá o partnerčině nevěře. Ona sama také tvrdila, že chce zůstat pannou až do svatební noci, Timberlake ale později přiznal, že spolu souložili. Toto prohlášení je ale značně kontroverzní. Spearsová to komentovala: „Byly to dva roky vztahu, byla jsem si jista, že je to On, ten pravý, ale mýlila jsem se.“[zdroj?]
V červnu 2002 otevřela v New Yorku restauraci s názvem NYLA, ale pro neúspěch ji po roce zavřela. Třebaže mnoho kritiků spekulovalo o tom, že její vliv na hudební svět poklesl, byla za album Britney nominována na cenu Grammy. A za rok 2003 byla vyhlášena časopisem Forbes celebritou roku.
Na hudební scénu se vrátila po delší době až v srpnu roku 2003 při udělování cen MTV Video Music Awards, kde vystupovala společně se svým idolem Madonnou a Christinou Aguilerou. Společně s Aguilerou zazpívala Madonnin známý hit Like a Virgin. Vystoupení opět vzbudilo poprask, jelikož se během něj s Madonnou políbila.
V listopadu 2003 vydala své čtvrté studiové album nazvané In the Zone. S albem ji pomáhal po dlouhé době opět Max Martin, ale pomohly jí i osobnosti jako Moby nebo R. Kelly. Celé album (13 písní) napsala poprvé sama. Deska se opět dostala na první místo amerického albového žebříčku, čímž znovu přepsala hudební dějiny – všechna alba na prvním místě. V prvním týdnu se prodalo celkem 609 000 kusů, celkem se v USA prodalo více než 3 miliony kusů. Po dlouhé době měla singl v Top 10 amerického hudebního žebříčku, a sice píseň Toxic, za niž obdržela i svou první cenu Grammy. Alba In the Zone se po celém světě prodalo více než 10 milionů kusů.
Velmi úspěšný byl i třetí singl z desky In The Zone s názvem Everytime. Po vydání této skladby se vydala na celosvětové turné s názvem The Onyx Hotel Tour, jež vidělo více než 600 000 fanoušků a vydělalo 34 milionů dolarů. Koncerty se odehrávaly v Severní Americe a také v Evropě, kde ho celé nedokončila, jelikož si týden před začátkem turné poranila koleno při natáčení videoklipu k písni Outrageous.
3. ledna 2004 se provdala za svého kamaráda z dětství Jasona Allana Alexandera. Svatba se konala v malé kapli v Las Vegas. Měla na sobě džíny a baseballovou čepici. Na popud její rodiny a manažera bylo manželství 5. ledna anulováno. Celkem trvalo 55 hodin. V žádosti o anulování uvedla, že si neuvědomila vážnost situace a že šlo pouze o žert, který překročil meze. Nemá prý s Alexanderem žádné společné záliby a neumí si představit, že by s ním sdílela domácnost nebo měla někdy děti. Nakonec řekla v jednom televizním pořadu: „Upřímně, chtěla jsem vědět, jaké je to být vdaná.“
V červenci 2004 oznámila vztah s tanečníkem Kevinem Federlinem, tři měsíce poté, co se v jednom hollywoodském klubu seznámili. Nesetkala se s pochopením, jelikož Federline byl ženatý s herečkou Shar Jacksonovou a měl s ní dvě děti. Přesto se s Federlinem v noci 18. září 2004 vzali.

### 2004–2006 Manželství, první dítě aGreatest hits
Ve druhé polovině roku 2004 oznámila přerušení hudební kariéry kvůli mateřství. Ihned po uzavření manželství s Federlinem řekla časopisu People „Chci být mladá maminka, příští rok mi bude 23 a už chci být matkou.“ Přesto průmysl s nálepkou „Britney“ fungoval dál a v září 2004 vydala svůj první parfém Curious. Po roce prodeje jí vydělal 100 milionů dolarů a stal se nejlépe prodávaným parfémem.
První hitovou kolekci s názvem Greatest Hits: My Prerogative vydala koncem roku 2004. Album debutovalo na čtvrtém místě amerického albového žebříčku (nižší prodeje vznikly zřejmě kvůli nedostatku propagace). V prvním týdnu se alba v USA prodalo více než 255 000 kusů. Ve Velké Británii se prodalo v prvním týdnu 115 000 kusů, čímž převýšila prodeje podobných kolekcí takových zpěvaček jako je Madonna, Shania Twainová nebo Whitney Houstonová. Ve výběru se objevily i tři nové singly, mimo jiné My Prerogative a Do Somethin'. Alba se nakonec na celém světě prodalo přes 8 milionů kusů.
Během jara 2005 natočila společně se svým manželem reality show nazvanou Britney & Kevin: Chaotic. Kritici ji však nemilosrdně setřeli a ani sledovanost nebyla taková, jaká byla očekávána.
Těhotenství oznámila přes svého tiskového mluvčího v dubnu 2005, v tomto měsíci byla totiž hospitalizována v nemocnici na pozorování. Později se svěřila časopisu People: „Trochu jsem krvácela, musela jsem být neustále pod dozorem.“ Navzdory její dychtivosti mít dítě přiznala dalšímu časopisu Elle „Chystám se na císařský řez, nevím proč, ale asi proto, že se hrozně bojím bolesti.“ 14. září 2005 se jí a Federlinovi narodil syn Sean Preston. Porod měl proběhnout až další den, ale stahy přišly dříve. Manžel ji během porodu držel za ruku. Později byla rodička převezena do VIP porodnického oddělení v Santa Monice.
Po narození prvního dítěte se v její hudební kariéře nestalo mnoho nového. Její nakladatelství vydalo remixové album nazvané B in the Mix: The Remixes a v únoru roku 2006 vydala nový parfém nazvaný In Control.
V květnu 2006 oznámila druhé těhotenství, veřejně promluvila o spekulacích o brzkém rozpadu svého manželství, což popřela, a zároveň potvrdila, že nového alba se fanoušci dočkají nejdříve až za rok. 12. září 2006 se jí narodil druhý syn, Jayden James. Necelé dva měsíce po jeho narození požádala o rozvod kvůli nepřekonatelným povahovým rozdílům a zároveň zažádala o svěření obou synů do péče.

### 2006–2007 Rozvod aBlackout
26. ledna 2007 zemřela její teta Sandra Bridgesová Covingtonová na rakovinu. 16. února po týdnech pronásledování paparazziů, divokých večírků a pití alkoholu se rozhodla podstoupit léčbu závislosti. V léčebně nevydržela ani 24 hodin a následující noci se objevila v kadeřnickém salónu v Malibu, kde jí odmítli oholit vlasy. Proto se ujala nůžek sama a ostříhala se dohola. Poté zamířila přímo do tetovacího studia, kde si nechala udělat tetování. Svědkové tvrdili, že říkala: „Nedotýkejte se mě. Mám už po krk všech, kteří se mě dotýkají.“ Vlasy společně s nedopitým Red Bullem, zapalovačem a nůžkami, kterými se ostříhala, se objevily na internetu na prodej.
20. února 2007 se rozhodla znova nastoupit na léčení a veřejně požádala novináře, aby ji nechali na pokoji a respektovali soukromí. To se nestalo a ve chvíli, kdy paparazziové objevili místo jejího pobytu, rozhodla se opět léčbu nedokončit. V léčebně nevydržela ani den.
21. února 2007 byly obě děti svěřeny do péče Kevinu Federlinovi. Tu noc se objevila před jeho domem a žádala děti zpět. Bývalý manžel jí však neotevřel. Ve chvíli, kdy zjistila, že je pronásledována novináři, napadla je deštníkem. Tu noc nastoupila potřetí léčbu a Kevin Federline byl kontaktován soudem ohledně opatrovnictví dětí. Soudce, který měl na starosti rozvod, se dal slyšet, že pokud tentokrát nedokončí léčbu a rehabilitační zařízení opustí předčasně, nebude mít žádnou naději na získání dětí v rozvodovém řízení. Léčebnu po úspěšném léčení opustila 20. března 2007 a začala se opět plně věnovat dětem a přípravám na nové album.
V září 2007 začala právní bitva o opatrovnictví synů Seana Prestona a Jaydena Jamese. Soud jí nařídil, aby se každý týden podrobila testům na drogy a alkohol. O několik dní později byla obviněna z řízení auta bez řidičského průkazu a hrozil jí až rok vězení. Kvůli této události dostal děti do plné péče exmanžel Kevin Federline, zatímco jí byla dovolena pouze jedna návštěva za týden, a to ještě pod dohledem.
Téměř po třech letech vystoupila opět na jeviště, poprvé se tak stalo 1. května 2007 v House of Blues v San Diegu, poté následovalo dalších pět vystoupení v jiných městech. Všechna byla vyprodaná během několik minut.
31. srpna jí vyšel singl nazvaný Gimme More a hudební televize MTV oznámila, že zahájí udílení cen MTV Video Music Awards právě tímto singlem. Během svého vystoupení se jí ve skladbě Gimme More zlomil podpatek a tak musela celou show odtančit se zlomeným podpatkem.[zdroj⁠?!].Vystoupení kritici odsoudili, jelikož zpívala na playback a téměř netančila. Později však prozradila, že byla svou nahrávací společností Jive donucena vystoupit, i když se necítila zcela připravena na svůj comeback. Jive Records slíbila stanici MTV, že vystoupí, aniž by o tom ona sama v té chvíli věděla. Tuto informaci řekla Britney P. Diddymu na jeho pre-party před VMA.[zdroj?]
Měla také připravenu zcela odlišnou show s proslulým kouzelníkem Chrisem Angelem. Na jevišti se měla objevovat a mizet či tancovat skrze zrcadla. Pár dnů před samotným vystoupením však přišlo MTV a samotný hotel Palms, kde se show odehrávala, s tím, že je číslo moc nebezpečné a show se musela, kvůli pojištění, na poslední chvíli změnit.
Nové album pod názvem Blackout vyšlo 30. října a u kritiků se setkalo s nečekaně vysokým úspěchem, ona však album nepropagovala, a tím ho pohřbila. V prosinci 2007 však vydala nečekaně povedený videoklip Piece of Me, který se dostával na přední příčky hitparád.

### 2008–2010:Circus,For the Recorda turnéThe Circus Starring: Britney Spears

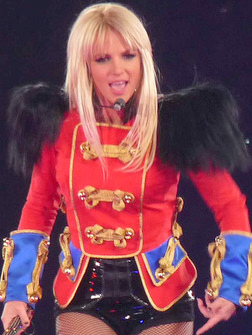
Britney Spears na světovém turné The Circus Starring: Britney Spears v roce 2009

V lednu 2008 byla hospitalizována kvůli psychickému stavu, když ve svém domě držela své syny a odmítla je vydat exmanželovi. Dobrovolně léčebnu po pár dnech opustila. V únoru se do ní ale opět vrátila.
Soud poté nařídil nucené opatrovnictví, kterého se ujal její otec, Jamie Spears.
Po návratu z léčebny však nastal zlom. Propustila manažera a vrátila se k původnímu manažerovi Larrymu Rudolphovi, který ji před deseti lety dostal na výsluní. V březnu 2008 nečekaně oznámila, že si zahraje epizodní roli v úspěšném americkém seriálu How I Met Your Mother. Epizoda s ní se stala nejsledovanější epizodou seriálu vůbec a dostala nejvyšší hodnocení v historii seriálu. Začalo se tedy okamžitě mluvit o dalším působení Spearsové v tomto úspěšném sitcomu. Mezitím vyšel animovaný videoklip k jejímu třetímu singlu Break the Ice.
12. května 2008 se opět objevila v How I Met Your Mother a podle tvůrců seriálu bylo možné, že si zahraje i v nové sezóně. 7. září 2008 potřetí zahájila udílení cen 2008 MTV Video Music Awards. Odnesla si ceny za nejlepší ženské video, nejlepší popové video a video roku za videoklip k písni Piece of Me. V týž den se začal natáčet dokumentární snímek Britney: For the Record, ve kterém se vracela k uplynulým událostem ve svém osobním životě. Dokument byl odvysílán 30. listopadu 2008 na stanici MTV a sledovalo jej 5,6 milionu diváků. Dokument, který jí zachycuje ve světě reflektorů i mimo něj. V tomto dokumentu se dozvíme, co si myslí o svém propadu na dno, o večírcích, a jestli se cítí být dosti připravena zase stoupnout na pódium před miliony lidí. V dokumentu nemluví jen ona, ale i její rodina, manažer a spolupracovníci.
Své šesté studiové album pojmenované Circus vydala v prosinci 2008. Deska se po vydání vyšplhala na první místo amerického prodejního žebříčku a ona sama se tak stala nejmladší umělkyní, jež debutovala s pěti deskami na čísle jedna a vysloužila si díky tomu i zápis do Guinnessovy knihy rekordů. Pilotní singl Womanizer, který dobyl čelo americké singlové hitparády, se stal prvním číslem jedna v její kariéře od dob debutového singlu …Baby One More Time z roku 1999. Tentýž rok ještě získala ocenění pro největší návrat a comeback v historii za její inspirativní život a kariéru. Přes rozvod, ztrátu možnosti péče o své děti a psychické zhroucení, ukázala svým comebackem svou pozoruhodnou sílu. V lednu 2009 získal její otec soudní příkaz proti jejímu bývalému manažerovi Sami Luftimu, bývalému partnerovi Adnanu Ghalibovi a právníkovi Jonu Eardleymu, aby se k ní a její rodině nepřibližovali blíže než na 250 yardů. V březnu 2009 vyjela na celosvětové turné s názvem The Circus Starring: Britney Spears, jež se s výdělkem 131 milionů amerických dolarů stalo do té doby její nejúspěšnější, nejnavštěvovanější a nejziskovější koncertní šňůrou. Současně k datu svého uvedení se jednalo o 5. nejvýdělečnější turné roku 2009, 5. nejvýdělečnější turné v historii mezi zpěvačkami a 18. nejziskovější vůbec. Pro velkolepý úspěch byl původní počet koncertů turné, pod které vystoupení spadá, více než zdvojnásoben na 97. Během celého turné se na pódiu vystřídalo 50 tanečníků, kouzelníků, klaunů a akrobatů. S každým vystoupením na show přicestovalo 200 zaměstnanců. Celkové výdaje na turné činily 50 milionů amerických dolarů. Vybavení na každý koncert představovalo 60 tun materiálu, které převáželo celkem 34 kamionů.
V listopadu 2009 vydala své druhé album největších hitů, kterému předcházel singl 3, jež se stal jejím třetím číslem jedna v americkém žebříčku Billboard Hot 100. V květnu 2010 oficiálně potvrdila svůj vztah se svým agentem Jason Trawickem, s nímž se dohodla na ukončení profesní spolupráce, ve snaze zaměřit se na osobní život. Téhož roku vydala zpěvačka svou první kolekci oblečení, ve spolupráci se značkou Candie's.
28. září 2010 odvysílala stanice Fox seriál Glee, ve kterém si ona sama také zahrála. Epizoda Britney/Brittany, která byla poctou právě jí, se stala s 13,3 milióny diváky a 4 % ratingy nejsledovanější epizodou celého seriálu vůbec.

### 2011–2012: ÉraFemme Fatalea porotcování v americkém X-Factoru
28. března 2011 vydala novou desku, v pořadí již sedmou. Ta dostala název Femme fatale. Pilotním singlem z alba se stala skladba Hold It Against Me.
Píseň ihned debutovala na prvním místě v Kanadě, Belgii, Dánsku, na Novém Zélandu, ale i v hitparádě Billboard. Jednalo se tak již o její čtvrtý singl, který okamžitě obsadil první příčku hitparád a i díky tomu se stala druhým umělcem v historii, kterému se podařilo mít pilotní singly na špici hitparád hned několikrát. Prvním umělcem byla kolegyně Mariah Carey. Ve videoklipu k písni hraje popovou hvězdu z vesmíru, která přistane na Zemi, aby tu našla slávu. Stane se celebritou, ale její popularita ji nakonec přemůže a zničí.
Album se dočkalo velké chvály po celém světě. Podle návštěvníků webových stránek MTV je březnové album Femme Fatale nejlepším albem roku 2011. Rolling Stone, jeden z nejprestižnějších a nejvýznamnějších hudebních magazínů, označil album jako její doposud nejlepší album a udělil mu hodnocení 4/5, což je nejlepší hodnocení, jaké od tohoto časopisu obdržela. Britský Digital Spy dal albu dokonce 5/5, což je stejně jako u předchozího, nejlepší hodnocení, které kdy nějakému albu Britney dal. Album pochválil i britský bulvární deník The Sun a dokonce i Perez Hilton. Photoshootem k tomuto albu se později (2013) nechala inspirovat Christina Aguilera, která svůj videoklip natáčela na stejném místě, na jakém před třemi lety fotila Britney Spears v puntíkovaném body.
Několik týdnů po pilotním singlu oznámila vydání druhého singlu, kterým se stal Till The World Ends, na kterém se autorsky podílela i zpěvačka Kesha. Ta prozradila, co ji k napsání této písně inspirovalo. „Představovala jsem si, jak já, nebo jakákoliv jiná zpěvačka, jsme na světovém turné, máme úžasnou, magickou noc a nechceme jít spát. Byly bychom nejradši, kdyby ten moment trval až do skončení světa,“ popsala. Apokalyptické taneční video z městského undergroundu režíroval Ray Kay, který natočil 2 verze klipu.
V létě vydala dokument I Am the Femme Fatale. Dokument jí sleduje v době, kdy se připravuje na vydání svého sedmého studiového alba Femme Fatale. Dokument nabízí exkluzivní záběry ze studia při natáčení nejnovějšího videa Till the world ends, zkoušek a především z mini tour v Las Vegas.

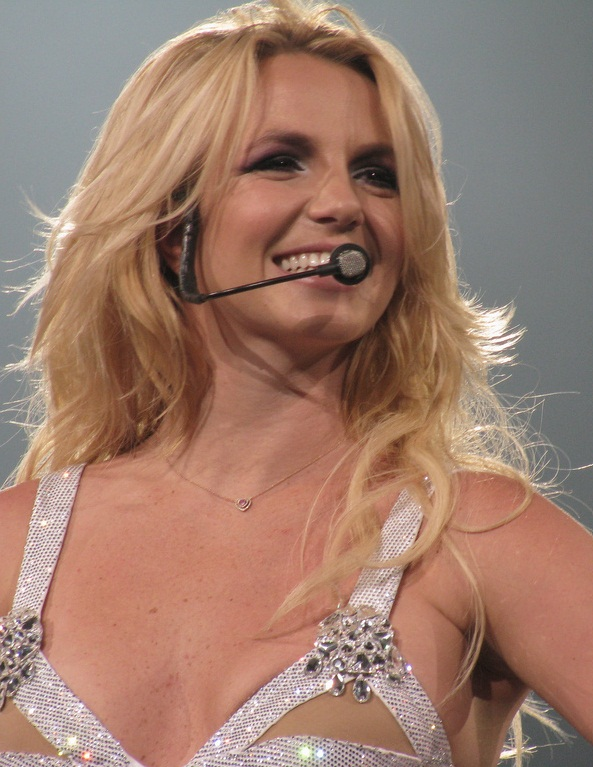
Britney na Femme Fatale Tour

Při mini tour oznámila v televizi, že se chystá vyjet na své nové turné Femme Fatale.
Po prvních deseti koncertech tour si přišla na 6,2 milionů amerických dolarů[zdroj?]. Femme Fatale Tour se stalo s výdělkem 69 milionů amerických dolarů 11. nejvýdělečnějším tour roku 2011.
Kostýmy na turné byly navrženy Zaldou Goco, která také pracovala s Gwen Stefani nebo Lady Gaga. Femme Fatale tour byl taktéž zaznamenán na DVD a ve 3D verzi. Záznam pochází z Toronta, kde byl zaznamenáván po dobu dvou dnů.
30. srpna 2011 v Los Angeles v noci byly předávány ceny MTV Video Music Awards. V rámci tohoto večera si odnesla hned 2 ceny, a to za nejlepší popový videoklip k písni Till the World Ends. Dále pro ni byla připravena pocta a taktéž přebrala cenu Michaela Jacksona Video Vanguard Award jako uznání její dlouhé a přínosné kariéry. V rozhovoru pro MTV News poté uvedla, že dalším singlem z alba Femme Fatale bude píseň Criminal. Ve videoklipu k tomuto singlu si zahrál také její tehdejší snoubenec Jason Trawick.
Šest let po vydání první remixové sbírky B In The Mix The Remixes se rozhodla vydat pokračování a vydala B in the Mix: The Remixes Vol. 2. Původně se spekulovalo, že na desce se objeví nové songy + i dříve nezveřejněné písně, nakonec se ale na albu neobjevila žádná novinka.
V roce 2012 se stala tváří hry Twister Dance na kterou i natočila reklamu, kterou režíroval Ray Kay. Stala se také jedním ze čtyř porotců americké verze soutěže X-Factor. Vyšel také její nový parfém Fantasy Twist a stanice FOX odvysílala další epizodu Glee s poctou Britney. Dále se taktéž Britney stala nejvýdělečnější ženou na světě s výdělkem 58 miliónů dolarů (v částce nezapočítán X Factor). Epizoda nese název Britney 2.0. U fanoušků Britney neměla ale příliš velký úspěch, jelikož se v ní odráželo Britneyino nejhorší životní období. Přesto se stala nejsledovanější epizodou 4. série seriálu; při prvním vysílání se na ni dívalo 7 460 000 amerických diváků. Britney hostovala také na albu #willpower amerického zpěváka will.i.ama v singlu Scream & Shout. Tento song byl také #1 na iTunes v 54 zemích světa a stal se tak prvním singlem v historii, který se na iTunes umístil v tolika zemích.

### 2013–2015: Nový partner,Britney Jeana angažmá v Las Vegas

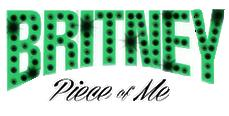
Jméno show v Las Vegas.

Britney Spears začátkem roku 2013 oficiálně potvrdila, že pracuje na osmé studiové desce, která by měla vyjít ještě téhož roku na podzim. Tým Britney potvrdil producenty jako Hit Boy, Eliah Blake, Ina Wrolsden, Darkchild, Danja, Sia Furler a will.i.am. Kvůli práci na novém albu odmítla porotcování v další řadě Amerického X-Factoru. Účasti v X-Factoru se zřekl také producent L.A. Reid.
12. ledna 2013 Britney potvrdila rozchod s Jasonem Trawickem, s nímž byla rok zasnoubená. V únoru byl vydán klip k remixu písně Scream & Shout.
Také se začala objevovat na veřejnosti s novým přítelem, o čtyři roky mladším Davidem Lucadem, zaměstnancem právnické firmy. Seznámila se s ním na hodině golfu, on byl instruktor a ona žák. Prý se do sebe okamžitě zahleděli.
Britney podepsala smlouvu, týkající se angažmá v Las Vegas v Planet Hollywood, které odstartuje v létě 2014. Smlouva zahrnuje pouze 8 týdnů koncertů ročně, což znamená, že Britney bude vystupovat pouze 2 měsíce v roce. Ve smlouvě je také dodatek, že se Britney Spears bude zúčastňovat bazénových párty v okolí města. Show se bude neustále měnit, aby neopadl zájem a zkoušky na ní začaly už v červenci. Britney se k tomu vyjádřila takto: „Trénuju opravdu velmi tvrdě na své nadcházející představení v Las Vegas. Vystoupení nebudou jednoduchá. Bude to párty od začátku až do konce a abych toho dosáhla, musím být v té nejlepší kondici a jet na plný plyn. Jsem tak nadšená, protože show bude postavena na nejnovější umělecké technologii a bude opravdu špičková.“ Rekonstrukce Planet Hollywood stála 20 milionů dolarů, což je asi 380 milionů Kč. Britney si vystupováním přijde na 30 milionů dolarů, což je bezmála 580 000 000 Kč.
1. května (v USA 30. dubna) se objevily první fotky Britney mířící do nahrávacího studia a tím se konečně potvrdilo, že Britney začala nahrávat songy na své nové, již osmé album, které by podle výkonného producenta (will.i.ama) mělo být velmi intimní. Též se začalo mluvit o údajném duetu Lady Gaga a Britney, jelikož obě dvě byly viděny v nahrávacím studiu ve stejný den.
Na začátku května 2013 se Britney umístila druhá v žebříčku nejvíc sexy žen podle magazínu Maxim.
Tutéž dobu se již objevila jména nových Britneyiných písní, jejichž názvy předpovídaly opravdu velmi osobní album.
Když začala mít herečka Amanda Bynes psychické problémy a oholila si hlavu, Britney jí aktivně pomáhala toto období překonat, dělila se s ní o své vlastní zkušenosti.
Dále Brit nahrála song „Ooh La La“ pro film Šmoulové 2. Film měl v USA premiéru 6. července 2013 a v ČR 8. srpna 2013.
28. června Britney zveřejnila video, ve kterém říká: „I love all my gay boys!“ Tímto videem se Britney vyjádřila ke zrovnoprávnění homosexuálních sňatků v USA. Na Twitter následně napsala: „Byla jsem tak šťastná a hrdá, když jsem slyšela rozsudek.“
Taktéž vyhrála anketu o nejočekávanější album roku, ve které porazila např. Eminema, Lady Gaga nebo Beyoncé a anketu o nejočekávanější událost roku 2013. Jako reakci na tuto anketu poslala zprávu na Twitteru, ve které fanouškům děkovala za podporu. „Jsem pod velkým tlakem ;). Jsem opravdu natěšená, až Vám pošlu ochutnávku ze svého nového alba… Nemůžu se dočkat, až s Vámi budu sdílet, na čem právě pracuji. Tohle bude moje nejosobnější album vůbec – Britney“, napsala. Na začátku července William Orbit, jeden z producentů Alba 8, napsal: „Will.i.am právě udělal jednu z nejlepších a největších písní Britney vůbec! Mimochodem, ona zní úžasně na všech nových písních! Budete uneseni!“
19. srpna byla oficiální webová stránka BritneySpears.com uvedena mimo provoz. Místo menu se na obrazovce objevilo upozornění: Britney Spears; All eyes on me; 29 days. Fanoušci začali šílet a také vášnivě diskutovat o tom, co se stane 17. září 2013. Na konci srpna se všechny Britneyiny profily na sociálních sítích zatemnily. Přípravy na novou éru začaly. Poslední srpnový den byl uveden název pilotního singlu; Work Bitch. Videoklip k tomuto singlu se natáčel po tři dny; od 8. do 11. září. Též byl prozrazen název písně od Miley Cyrus – SMS (Bangerz), ve které Britney hostovala.
1.10.2013 (V ČR 2.10.) vyšel videoklip, který za týden zhlédlo více než 20 000 000 lidí. Britney je zpět v plné parádě, nová éra začala. Zpěvaččin tým potvrdil, že Britney nahrála baladu Perfume, týkající se rozchodu s Jasonem Trawickem.
25. října byl na zpěvaččiných sociálních sítích představen oficiální cover alba Britney Jean. Britney je na coveru do půl těla nahá a název alba je vyveden v neonovém srdíčku. K přebalu přibylo také oznámení, že 5. listopadu vyjde druhý singl s názvem Perfume, jenž byl do té doby manažerem Larry Rudolphem, producenty, i prezidentem společnosti RCA velmi pozitivně hodnocen. Britney k příležitosti uveřejnění coveru a data vydání nového singlu napsala dlouhý a osobní dopis svým fanouškům. Mimo jiné se v něm píše toto: „Moc děkuji vám všem za to, že mě následujete na této cestě a že mi dovolujete dělat to, co miluji… Nemůžu uvěřit, že toto je již mé 8. studiové album a já vím, že stále povídám, že je to moje nejosobnější album doteď, ale je to pravda a já jsem na toto album skutečně hrdá. Prošla jsem si v posledních letech mnohým a to mě inspirovalo, abych šla do hloubky a napsala písně, se kterými se podle mě každý dokáže ztotožnit. Práce s lidmi jako je Sia, William Orbit a samozřejmě Will.I.Am byl úžasný zážitek. Poslouchali všechny moje myšlenky a pomohli mi je přivést k životu. Na albu je mnoho zábavných a optimistických tanečních písní, ale bylo pro mě důležité, abych ukázala svoji sílu, postoj a svoji zranitelnost. Samozřejmě, že mám pro vás i nějaká překvapení.“ Dopis končí takto: „Chci vám ukázat různé stránky Britney Spears. Jsem umělec, jsem máma, jsem zábavná. Jsem váš přítel! Jsem Britney Jean!“
Album Britney Jean vyšlo 28.11. v Norsku, o den později po celé Evropě a 3. prosince 2013 v USA. Deska se setkávala s pozitivními, ale i negativními hodnoceními ze strany jak internetových hudebních portálů, tak Britneyiny početné fanouškovské základny. Nejlepší reakce byly na písně Til It's Gone a Tik Tik Boom.
Album se stalo v prvním týdnu prodeje po celém světě číslem jedna v třiapadesáti zemích.

### 2016–2018:Glorya konecPiece of Me
V srpnu 2016 před vydáním alba Glory byl vydán pilotní singl  Make Me…, na kterém spolupracovala s rapperem G-Eazym. Píseň dodávala dojem, že album je plno neotřelých Pop a R&B prvků budící smyslnost, chtíč a svůdnost. Singl se dostal na nejprestižnější americké hitparádě Billboard Hot 100 na 17. místo. Po 9 letech kvůli rozporuplným reakcím z roku 2007 ji bylo umožněno vystoupit s G-Eazym na MTV Video Music Awards 2017 s písněmi Make Me… a Me, Myself & I, kde suplovala Bebe Rexhu. 
Album bylo vydáno 26. srpna 2016, skládá se ze 12 základních a 5 deluxe písní. Album debutovalo ve více než 20 zemí včetně České republiky na prvním místě prodejnosti. I přesto se deska nevyvarovala rozporuplným reakcím. Například v duelu dvou recenzentů časopisu Headliner popsal první recenzent, že je Glory zvukově i žánrově rozhárané album, druhý popisuje, že Britney zpívá zábavně a zajímavě, zároveň dodává, že její texty jsou nudné a oposlouchané.
Dalším stěžejním hitem se stal song Slumber Party. Na původní desce zpívaná pouze Britney, do mediálního světa ovšem s kolaborací Tinashe. Ta napsala na svůj Instagram, že pracovala se svým idolem a její život se stal snem. Server Digital Spy označil singl za ryze sexy, něco, co Britney nebyla od alba Blackout. Reakce na videoklip byly na rozdíl od Make Me… pozitivnější.
V roce 2017 její manažer oznámil neprodloužení kontraktu mezi Britney Spears a Ceasers Entertainment. Na konci roku 2017 Britney uvedla svojí poslední show v Las Vegas, která překonala rekord výdělečnosti na jednu show, konkrétně šlo o 1,1 milionu dolarů. Rekord byl před tím držen Jennifer Lopez. 
Po přelomu nového roku Britney oznámila své americké a evropské turné. Celkem vystoupila na 29 koncertů z toho 14krát zavítala do různých měst po Evropě. Do České republiky Britney nezavítala.
Na první jarní den roku 2018 KENZO představila tvář své nové kampaně, jímž se stala Britney Spears. Kolekce La Collection Memento for Spring 2018 se inspirovala v trendech z 80. let. V rámci kampaně pro časopis Vogue prozradila, že nový styl, co nosí mladí lidé, už pro ni není, že by nechtěla případně ztrapnit své syny. Později prvního června publikovala na svůj instagramový profil fotografii z natáčení klipu, ke kterému napsala emotikony tří jablek, které v tu dobu přidávala téměř ke každému příspěvku na sociálních sítích. Fanoušci odhadovali, že by se mohlo jednat o nový singl, nejčastěji byl slyšet název Apple Pie. Toho se fanoušci nedočkali a Britney představila několik sestříhaných videí, ze kterých pak vznikl propagační klip k jejímu novému parfému My Prerogative. Po spekulacích o singlu Apple Pie se vynořila na povrch informace od Pitbulla, jenž byl předskokanem části evropského tour Piece of Me, že se chystá vydat singl s Marcem Anthonym, se kterým stvořil úspěšný hit Rain Over Me, a právě s Britney Spears. Píseň se dle Pitbulla jmenovala I Feel So Free With You.

### 2018–2021: Odložené album,#FreeBritneya zrušení opatrovnictví
Dne 12. října 2018 byla hostem show Ellen DeGeneres, kde oznámila, že za týden oznámí živě na youtubovém účtu Ellen obrovskou novinku. Tou se stalo nové angažmá v Las Vegas tentokrát s názvem Britney: Domination. Oproti minulému angažmá Piece of Me se pro Domination vymýšlely nové choreografie, sestavoval nový playlist či se dokonce vyměnili tanečníci. Britney začátkem ledna roku 2019 na svém instagramovém účtu oznámila, že show Britney: Domination odkládá na neurčito. Důvodem bylo, že se chce starat a soustředit se na svého vážně nemocného otce, který dle Britney byl před několika měsíci hospitalizován. Následně bylo potvrzeno, že Britney pracuje na svém desátém studiovém albu s producentem Justinem Tranterem se kterým spolupracovala na 6 písní z alba Glory, například na Slumber Party či Change Your Mind (No Seas Cortés). Tato práce na albu byla rovněž pozastavena kvůli rodinným záležitostem.
Začátkem dubna 2019 vyplynuly na povrch informace, že se kvůli emocionální nestabilitě Britney dobrovolně přihlásila do psychiatrické léčebny. Britney to komentovala na sociálních sítích, že občas je potřeba strávit čas pouze sama se sebou. Pár dní později na podcastu Britney's Gram bylo řečeno, že podle důvěryhodného zdroje, je Britney držena v léčebně proti své vůli. Podle určitých informací Britney přestala brát léky a otec ji jako poručník poslal do psychiatrické léčebny. Zde vzniklo fanouškovské hnutí #FreeBritney, které má za cíl osvobodit Britney z otcova poručnictví, tedy aby byla svéprávná. Zároveň na sociálních sítích se objevila fotka jejího otce, na které vypadá zdravě. Dále matka Britney se na sociálních sítích zastala fanoušků tohoto hnutí, moderátorka v celostátní show The Talk CBS nosila tričko s názvem #FreeBritney. Během toho uniklo původní video k Make Me…, k čemuž se vyjádřil i režisér, že Britney chtěla ve videoklipu jednu scénu, která k jeho údivu byla vystřižena. Ke konci dubna byla Britney propuštěna a na svém Instagramu umístila video, ve kterém říká, že je vše v pořádku a že ji je líto, že její rodina čelí výhrůžkám smrtí. K hnutí se posléze připojily Courtney Love či Miley Cyrus, jež vykřikla během svého koncertu a písně Party in the USA právě #FreeBritney. V září mělo dojít k hádce mezi Jamiem Spearsem a Seanem, synem Britney, během níž měl být Jamie Spears na Seana agresivní až násilný. Případem se zabývala policie, které o skutečnosti informoval Kevin Federline, otec Seana. Jamie ihned požádal, aby roli opatrovníka Britney Spears převzal někdo jiný, načež mu bylo o dva dny později vyhověno. Opatrovnicí se stala Jodi Montgomery, dlouholetá asistentka Jamieho jakožto opatrovníka.
Na začátku května 2020 fanoušci přes sociální sítě a hashtag #JusticeForGlory nabádali další fanoušky, aby si zakoupili album Glory na iTunes a dostali ho na tamější první místo žebříčku nejstahovanějších alb, což se nakonec podařilo. 5 dní poté Britney jako poděkování fanouškům zveřejnila dosud nezveřejněnou fotografii k albu Glory, kterou následně na Spotify a iTunes použila jako nový cover alba. Fotografie byla pořízená v roce 2016 fotografem Davidem LaChappelem při natáčení původní verze videoklipu Make Me… Fanoušci si také přáli, aby Britney vydala skladbu Mood Ring, jež se objevila jako bonusová skladba na japonské verzi alba Glory. Britney tuto prosbu vyslyšela a skladbu Mood Ring přidala na oficiální verzi alba, čímž se píseň stala oficiálně dostupná na digitálních platformách. Skladba Mood Ring se udržela na první příčce žebříčku iTunes dva dny, a to i přes konkurenci v podobě nových skladeb z alba Chromatica od Lady Gaga a fakt, že Mood Ring byla 4 roky stará skladba. Mood Ring debutovala na druhé příčce Digital Song Sales, jež mapuje nejprodávanější písně skrze digitální technologie. Na žebříček Billboard Hot 100 píseň Mood Ring, kvůli nevypuštění skladby do rádií a nízkému počtu streamů, nedosáhla.
Dne 2. prosince 2020 na své 39. narozeniny vydala píseň Swimming in the Stars. Píseň byla součástí připravované deluxe edice alba Glory na vinylových platformách.
V polovině listopadu se konal soud o zrušení opatrovnictví. Ačkoliv se Britney soudu osobně neúčastnila, již dříve označila opatrovnictví za traumatizující a zneužívající. Její výpověď z června a září 2021, která se nevyhnula ani mediální pozornosti, donutila otce Jamieho ustoupit, a tak 12. listopadu bylo opatrovnictví nad majetkem a osobou Britney Spears zrušeno. Britney Spears na sociálních sítích označila tento den za její nejlepší v jejím životě a že se ve svém životě za nic jiného tak silně nemodlila jako právě za zrušení opatrovnictví.
Dne 11. dubna 2022 prozradila na sociální síti Instagram, že čeká třetí dítě se svým snoubencem Samem Asgharim. Dne 14. května 2022 oznámila přes Instagram, že o miminko přišla.

## Turné a koncerty

### Turné
- …Baby One More Time Tour (1999–2000)
- Oops!… I Did It Again Tour (2000–2001)
- Dream Within a Dream Tour (2001–2002)
- The Onyx Hotel Tour (2004)
- The M+M's Tour (2007)
- The Circus Starring: Britney Spears (2009)
- Femme Fatale Tour (2011)
- Piece of Me Tour (2018)

### Angažmá v Las Vegas
- Britney: Piece of Me (2013–2017)

## Diskografie
- …Baby One More Time (1999)
- Oops!… I Did It Again (2000)
- Britney (2001)
- In the Zone (2003)
- Blackout (2007)
- Circus (2008)
- Femme Fatale (2011)
- Britney Jean (2013)
- Glory (2016)